# AFL - Division Ladies 2022
La AFL - Division Ladies 2022 è la 23ª edizione del campionato di football americano femminile di primo livello, organizzato dalla AFBÖ.

## Squadre partecipanti
| Club                  | Città      | Stadio | Sponsor ufficiale | Risultato nella stagione 2021 |
| --------------------- | ---------- | ------ | ----------------- | ----------------------------- |
| Salzburg Ducks Ladies | Salisburgo |        |                   |                               |
| Telfs Patriots Ladies | Telfs      |        |                   |                               |
| Vienna Vikings Ladies | Vienna     |        | Dacia             |                               |

## Stagione regolare

### Calendario

#### 1ª giornata
| Salisburgo 10 settembre 2022, ore 14:00 CEST | Salzburg Ducks Ladies | 14 – 50 (0-8 7-6 7-14 0-22) referto | Vienna Vikings Ladies | Ducks Pond |

#### 2ª giornata
| Telfs 18 settembre 2022, ore 15:00 CEST | Telfs Patriots Ladies | 36 – 7 referto | Salzburg Ducks Ladies | Sportzentrum Telfs |

#### 3ª giornata
| Vienna 24 settembre 2022, ore 15:00 CEST | Vienna Vikings Ladies | 34 – 6 (8-0 12-0 6-6 8-0) referto | Telfs Patriots Ladies | Footballzentrum Ravelinstraße |

#### 4ª giornata
| Salisburgo 8 ottobre 2022, ore 15:00 CET | Salzburg Ducks Ladies | 40 – 14 (14-0 0-8 18-0 8-6) referto | Telfs Patriots Ladies | Ducks Pond |

#### 5ª giornata
| Vienna 23 ottobre 2022, ore 15:00 CET | Vienna Vikings Ladies | 50 – 15 (16-0 14-7 6-8 14-0) referto | Salzburg Ducks Ladies | Footballzentrum Ravelinstraße |

#### 6ª giornata
| Telfs 30 ottobre 2022, ore 15:00 CEST | Telfs Patriots Ladies | 20 – 42 referto | Vienna Vikings Ladies | Sportzentrum Telfs |

### Classifica
La classifica della regular season è la seguente:
- PCT = percentuale di vittorie, G = partite giocate, V = partite vinte,  P = partite perse, PF = punti fatti, PS = punti subiti

| Pos. | Squadra               | PCT   | G | V | N | P | PF  | PS  |
| ---- | --------------------- | ----- | - | - | - | - | --- | --- |
| 1    | Vienna Vikings Ladies | 1.000 | 4 | 4 | 0 | 0 | 176 | 55  |
| 2    | Telfs Patriots Ladies | .250  | 4 | 1 | 0 | 3 | 76  | 123 |
| 3    | Salzburg Ducks Ladies | .250  | 4 | 1 | 0 | 3 | 76  | 150 |

## XXIII Ladies Bowl
| Telfs 12 novembre 2022, ore 15:00 CET | Vienna Vikings Ladies | 48 – 0 (6-0 22-0 6-0 14-0) referto | Telfs Patriots Ladies | Sportzentrum Telfs |

## Verdetti
- Vienna Vikings Ladies Campionesse dell'Austria 2022